# Zoeterwoude
Zoeterwoude je obec v provincii Jižní Holandsko, v západním Nizozemsku. Má rozlohu 21,96 km2. ze kterých je 0,77 km2 vodních ploch. K roku 2021 má 8,843 obyvatel.

## Historie
Jméno Zoeterwoude je poprvé zmíněno v dokumentu z roku 1205, ve kterém se mluví o jistém Florentiusovi van Sotrewoldovi. První potvrzená existence města je z roku 1278. V roce 1574 Zoeterwoude zachvátil požár, při kterém celá obec shořela a zůstala v ní pouze hrstka obyvatel. V roce 1650 obec byla postavena znovu a zhruba o 50 let později začala prosperovat. Roku 1960 byla v obci postavena dálnice A4, která od roku 1966 tvoří hranici mezi městem Leiden a obcí Zoeterwoude.

## Administrativní dělení
Obec se dále dělí na vesnice Gelderswoude, Weipoort, Westeinde, Zoeterwoude-Rijndijk a Zuidbuurt.

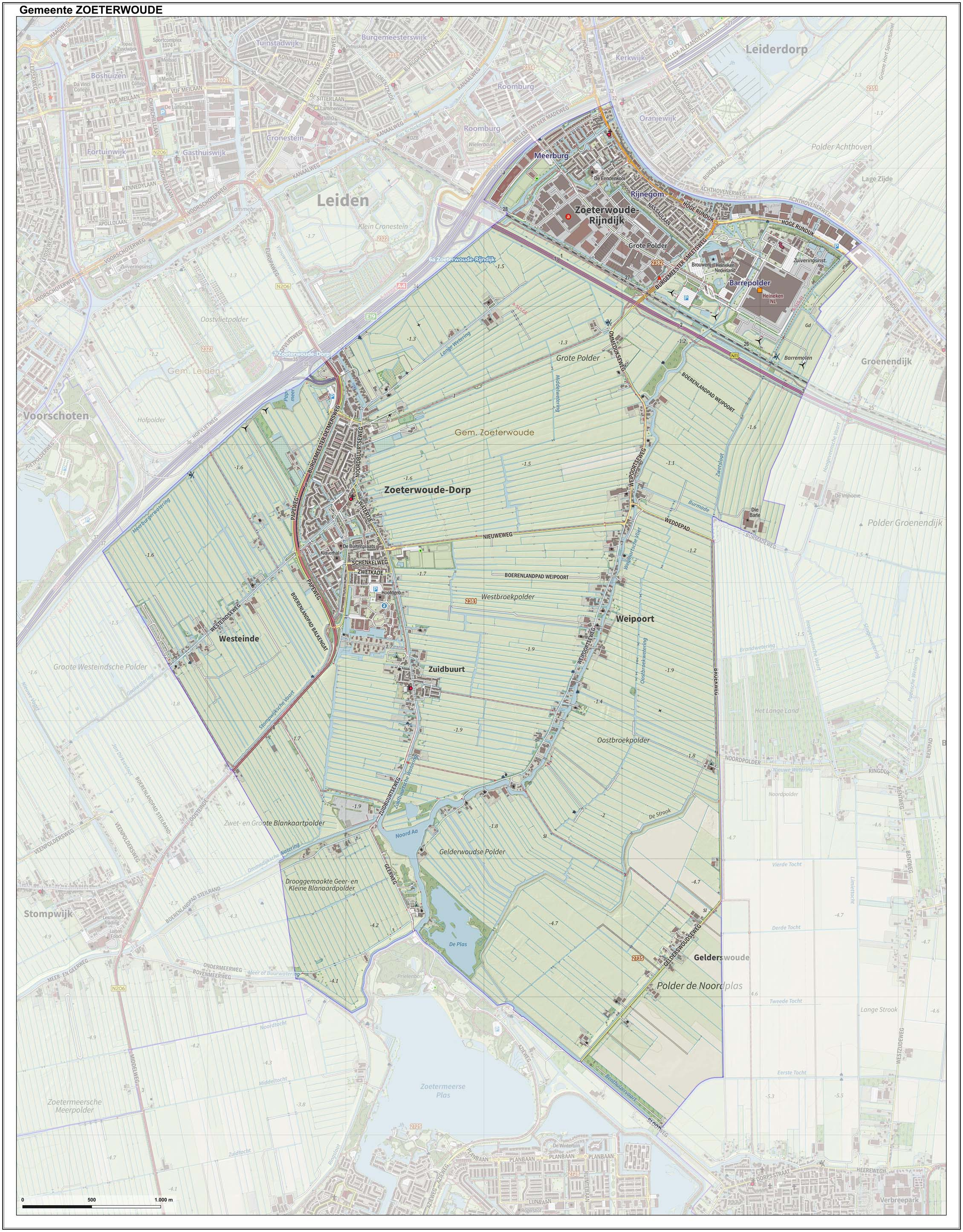
Topografická mapa Zoeterwoude ze září 2014

## Ekonomika
V obci se nachází jedno z datových center SWIFT, také je zde hlavní pivovar společnosti Heineken.

## Známí rodáci
- Jeroen Straathof, cyklista a rychlobruslař

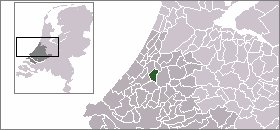
Lokace na mapě Nizozemska

## Galerie

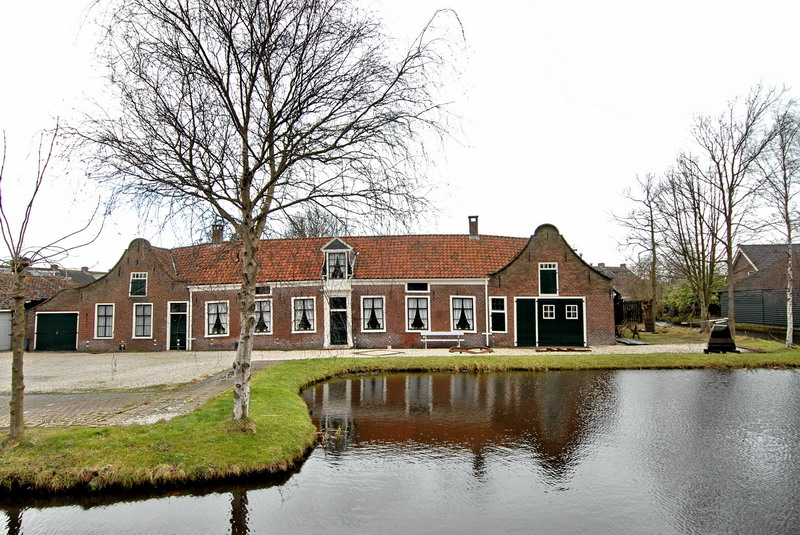
Bývalý přístav

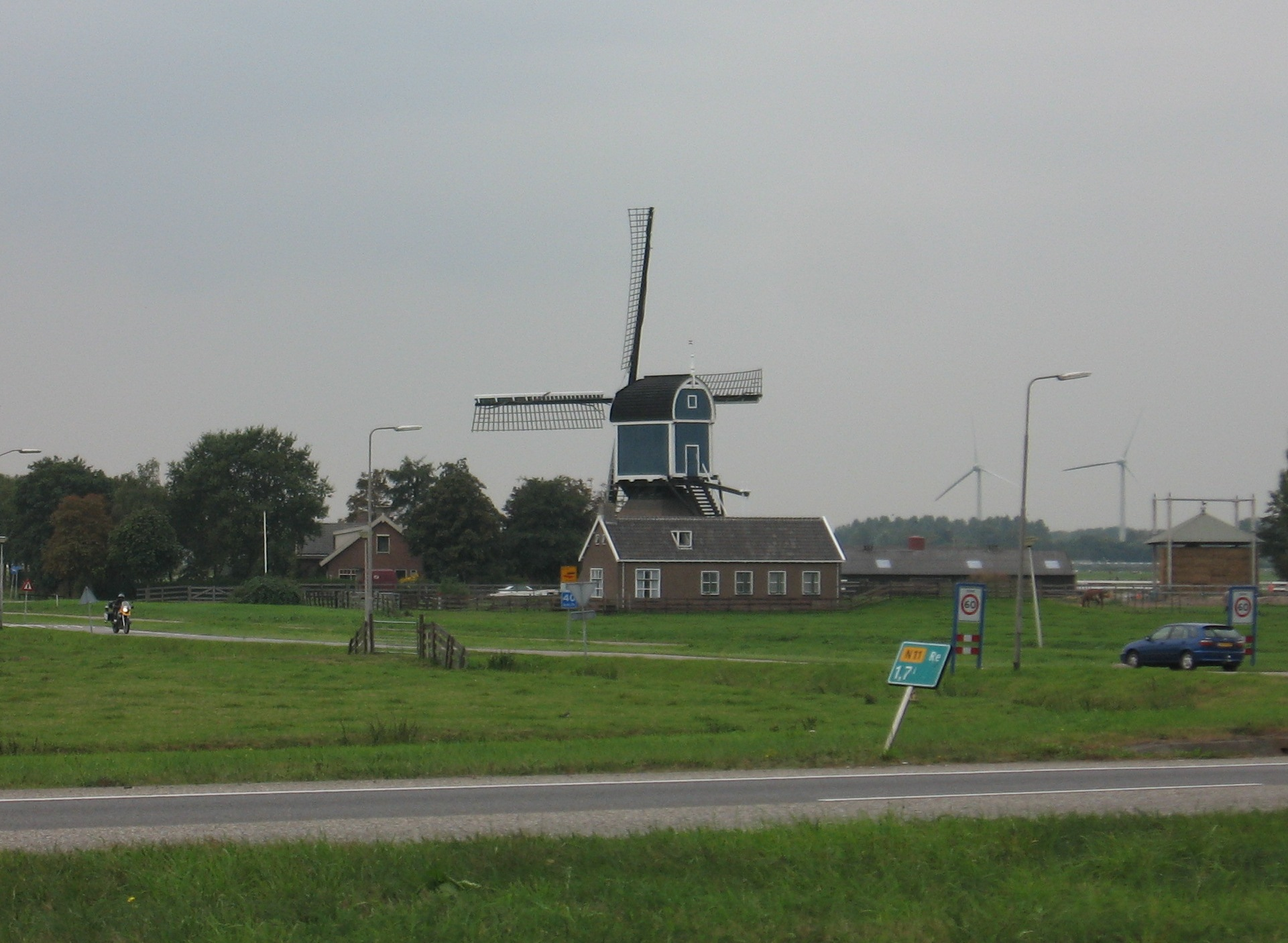
Větrný mlýn v Zoeterwoude-Rijndijk